# ラ・パス県 (エルサルバドル)
ラ・パス県(ラ・パスけん、スペイン語：Departamento de La Paz)は、エルサルバドル中南部の県。
県都はサカテコルーカ。
2016年の人口は35万8267人で、全国の5.5%を占め、14県中8位。
面積は1223.6km2で、全国の5.8%を占め、14県中10位。
1852年2月に設置された。
様々な洞窟壁画が有る。
サカテコルーカには、独立の英雄で「中米の奴隷解放者」と呼ばれるJose Simeon Cañas y Villacorta博士が産まれた教会が有る。
1833年、先住民のアナスタシオ・アキノが、自らを「ノヌアルコスの皇帝」と宣言した。

## 人口
- 1992年9月27日：24万5915人
- 2007年6月30日：32万4628人
- 2012年6月30日：34万1557人
- 2016年6月30日：35万8267人

## 隣接県
- 北：クスカトラン県
- 東：サン・ビセンテ県
- 南：太平洋
- 西：ラ・リベルタ県
- 北西：サン・サルバドル県

## 主要都市
人口は2016年6月30日の値。
1. サカテコルーカ（英語版）：7万988人(県都)
2. サンティアゴ・ノヌアルコ（英語版）：4万4664人
3. オロクイルタ（英語版）：3万8173人
4. サン・ルイス・タルパ（英語版）：3万707人
5. サン・ペドロ・マサワット（英語版）：2万9996人
6. サン・ルイス・ラ・エラドゥラ（英語版）：2万3455人
7. エル・ロサリオ（英語版）：2万2539人
8. サン・ファン・ノヌアルコ（英語版）：1万9336人
9. サン・ラファエル・オブラフエロ（英語版）：1万1284人

## 著名人
- アナスタシオ・アキノ（英語版）(Anastasio Aquino)：1792年～1833年。先住民で、1833年に「ノヌアルコスの皇帝」を自称し処刑された。
- カミロ・ミネロ（英語版）(Camilo Minero)：1917年～。画家。エルサルバドル大学プラスチック芸術学科教授。